# Jaume Escala Pujado
Jaume Escala Pujado   (Barcelona, 1958) és un cantautor i escriptor català. L'any 1983 va guanyar el concurs Cançó 83 i va participar en el disc Horitzons. Posteriorment va gravar Terres de Catalunya i Nascuts a Catalunya, on el músic reivindicava els llenguatges del rock i el country. Amb el nom de Capità Catalunya, va gravar Independència total. L'any 2010 publica Mitjanit a Barcelona i el 2016 reapareix al món musical amb un concert a Barnasants.
Entre els seus llibres en destaquen: Els nens del mar (Premi Octogone a Fonte, Albertville, 1992) i Brrrgg... (Premi Crítica Serra d'Or de Literatura Infantil i Juvenil en 1993); tots dos, il·lustrats per Carme Solé i Vendrell. També ha col·laborat a la premsa i la ràdio.

## Obres
Discografia
- Jo visc a Barcelona. 1983. Belter.
- Terres de Catalunya. 1993. Urantia records.
- Independència total. 1995. Urantia records.
- Jaume Escala, 1996, PSM Records
- Born in Catalonia, Nascuts a Catalunya. 1999. Meta / Edivox.
- Carme Solé i Vendrell, La luna de Juan, música de Jaume Escala, 2000, Editorial K-Industria Cultural.
- I Foren Feliços, 2005,K-Indústria Cultural S.L.
- Mitjanit a Barcelona, 2009, Meta / Edivox.

Bibliografia
- Els nens del mar. Madrid: Siruela, 1991 (Premi Octogone La Fonte, Albertville, 1992)
- Brrrrrgg!. Barcelona: HYMSA, 1992 (Premi Crítica Serra d'Or de Literatura Infantil i Juvenil en 1993)
- La increïble història d'en Fulvio Malagana i el seu gos Barbes. Barcelona: Columna - La Galera, 1994
- Uf, el camell. Barcelona: L'Arca de Junior, 1994